# Eohastigerinella
Eohastigerinella es un género de foraminífero planctónico de la Subfamilia Eohastigerinellinae, de la Familia Globigerinelloididae, de la Superfamilia Planomalinoidea, del Suborden Globigerinina y del Orden Globigerinida. Su especie-tipo es Hastigerinella watersi. Su rango cronoestratigráfico abarca desde el Coniaciense hasta la Santoniense (Cretácico superior).

## Descripción
Eohastigerinella incluía especies con conchas planiespiraladas involutas, biumbilicada y digitada; sus cámaras eran inicialmente globulares, después alargadas radialmente y finalmente claviformes, con un abultamiento bulboso en la parte distal; sus suturas intercamerales eran ligeramente curvadas e incididas; su contorno era fuertemente lobulado y digitado; su periferia era subredondeada; su ombligo era amplio; su abertura principal era ecuatorial e interiomarginal, de arco amplio bajo a moderadamente alto, y protegida por un pórtico; la porción interiomarginal de las aberturas de las cámaras precedentes permanecían como aberturas relictas en ambas áreas umbilicales, en ocasiones dejando las suturas cubiertas por pórticos relictos; presentaban pared calcítica hialina radial, moderada a fuertemente perforada con poros cilíndricos, con la superficie punteada.

## Discusión
Antiguamente se consideraba Eohastigerinella un sinónimo subjetivo posterior de Hastigerinella. Clasificaciones posteriores han incluido Eohastigerinella en la Familia Planomalinidae.

## Paleoecología
Eohastigerinella incluía especies con un modo de vida planctónico, de distribución latitudinal tropical-subtropical, y habitantes pelágicos de aguas superficiales (medio epipelágico).

## Clasificación
Eohastigerinella incluye a la siguiente especie:
- Eohastigerinella watersi †